# Vlad-Octavian Moisescu
Vlad-Octavian Moisescu (n. 1 iulie 1967, București) este un fost deputat român în legislatura 2000-2004, ales în municipiul București pe listele partidului PNL. Vlad-Octavian Moisescu a fost validat ca deputat pe data de 29 iunie 2004, dată la care l-a înlocuit pe deputatul Andrei Ioan Chiliman. 
A fost vicepreședinte al PNL și fost președinte al PNL Sector 1.
Vlad Moisescu este unul dintre cei care au lansat Inițiativa România Liberală în aprilie 2013.
Pe 21 mai 2014, Biroul Politic Teritorial al PNL Sector 1 a decis excluderea din partid a lui Vlad Moisescu și a altor 12 persoane.Membrii excluși au fost acuzați că fac politica altor formațiuni politice.

## Legături externe
- Vlad-Octavian Moisescu Arhivat în 15 octombrie 2021, la Wayback Machine. la cdep.ro